# Scotty's Junction

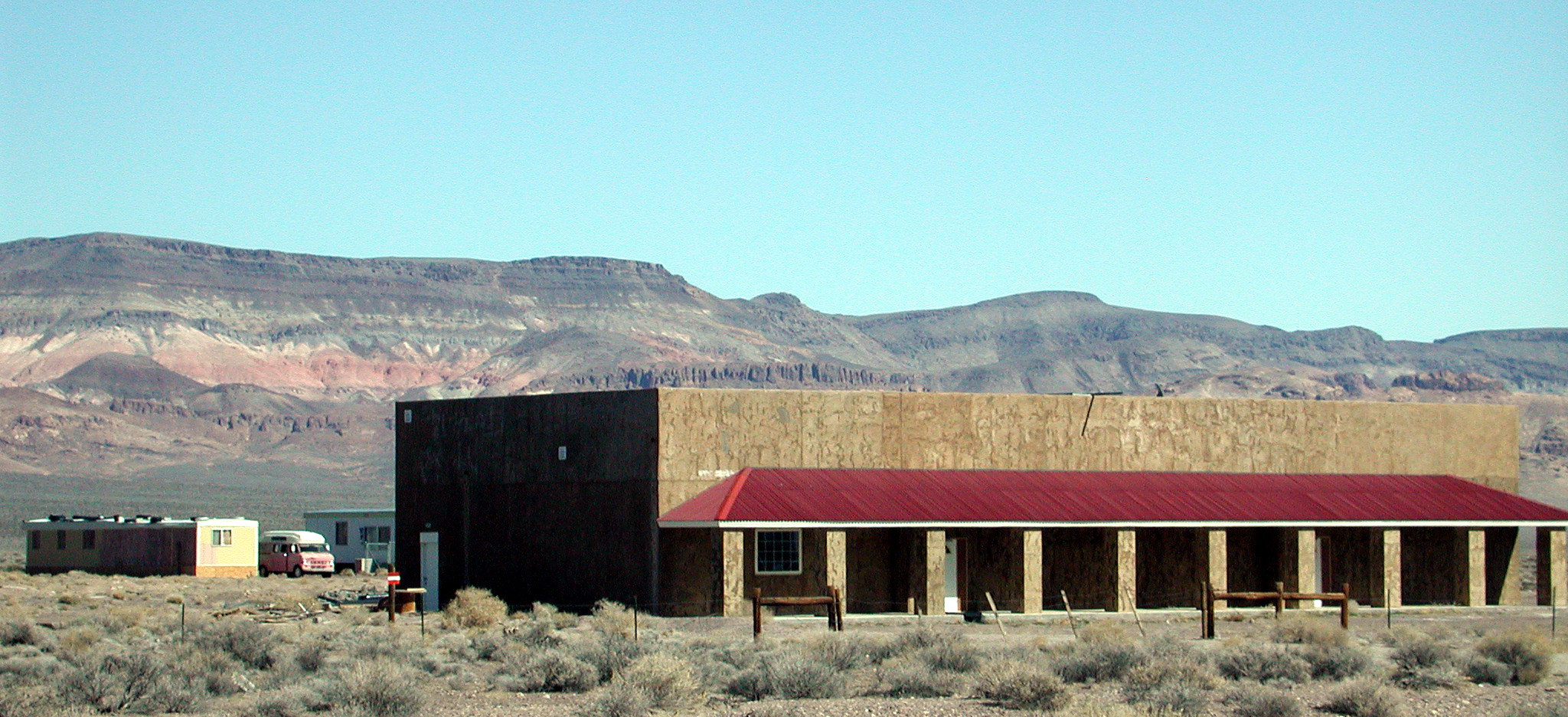
Edifícios em Scotty's Junction

Scotty's Junction é uma comunidade não incorporada  e cidade fantasma no condado de Nye, estado de Nevada, nos Estados Unidos. Fica na interseção entre a  State Route 267 e a  U.S. Route 95. 
Vivem onze pessoas em in Scotty's Junction.  Os únicos negócios são um bordel (the "Shady Lady") e uma paragem de camiões/caminhões.A estação de gasolina sofreu um incêndio e foi abandonada.

## História
Scotty's Junction foi originalmente uma paragem da  Bullfrog Goldfield Railroad (BGR) entre Sarcobatus Flats/Tolicha para as minas  Bonnie Claire e vila de Bonnie Claire. Essa linha férrea tinha uma vida curta e foi adquirida pela empresa  Tonopah and Tidewater Railroad (T&T) e combinada para uma pequena rota. 
Em 1 de agosto de 1999 ocorreu um terramoto com uma magnitude de 5.6 magnitude, centrado a 11 quilómetros a norte.
O Timbisha Shoshone Homeland Act de  2000 concedeu à tribo  Timbisha 11 km2  de terra em redor de  Scotty's Junction.